# 阿克莱拉
阿克莱拉（Aklera），是印度拉贾斯坦邦Jhalawar县的一个城镇。总人口18167（2001年）。

## 人口
该地2001年总人口18167人，其中男性9533人，女性8634人；0—6岁人口3154人，其中男1655人，女1499人；识字率61.23%，其中男性为72.02%，女性为49.32%。